# Monte Evermann
Monte Evermann, auch Cerro Evermann, ist die höchste Erhebung eines Schildvulkans, der die zu Mexiko gehörende Insel Socorro bildet. Er weist einen Krater mit Abmessungen von etwa 4,5 × 3,8 km auf und erreicht eine Höhe von 1050 m. Der Berg ist benannt nach Barton Warren Evermann, dem Direktor der California Academy of Sciences, welcher zu Beginn des 20. Jahrhunderts die wissenschaftliche Erforschung der Insel Socorro förderte. 
Bereits im 19. Jahrhundert wurden vulkanische Aktivitäten registriert, die letzten bekannten Ausbrüche des Vulkans fanden 1951 sowie von 1993 bis 1994 statt.